# Antonio Suárez Moreno
Antonio Suárez Moreno (n. Villafranca de los Barros, Badajoz; 27 de febrero de 1986) es el bajista del grupo Melocos, de El Puerto de Santa María (España). 

## Trayectoria
Fue el último de los integrantes en incorporarse al grupo Melocos, pues sus tres compañeros son de El Puerto de Santa María y él apareció a la respuesta de un cartel de "se busca bajista".
Es el compositor de dos de las canciones del segundo disco Somos ('Está claro' y 'La chica ideal').
Colaboró, junto con sus compañeros, en el 4º capítulo (inédito) de la serie de Telecinco De repente, los Gómez.
Finalmente, tras siete años de actividad, en diciembre de 2013 el grupo anuncia su disolución, que se produce el 22 de febrero de 2014, organizando un gran concierto en Madrid.